# Ospedale Al-Shifa
L'Ospedale Al-Shifa (in arabo: مستشفى الشفاء Mustašfā š-Šifāʾ; in italiano: la guarigione) o noto anche come Ospedale Dar al-Shifa (in arabo: مستشفى دار الشفاء Mustašfā Dār aš-Šifāʾ; in italiano: casa di guarigione) era la più grande struttura ospedaliera situata nella città di Gaza fino al marzo 2024 quando è stata distrutta dall'esercito israeliano. La sua sede si trova nel quartiere Rimal a nord della città.
Originariamente era una caserma dell'esercito britannico, ma successivamente il sito fu trasformato in una struttura sanitaria chiamata Dar Al-Shifa, o "casa di guarigione", dal governo della Palestina mandataria nel 1946.
L'ospedale fu poi ampliato durante l'amministrazione egiziana di Gaza e di nuovo sotto amministrazione israeliana negli anni '80.
Nel XXI secolo, il centro medico consiste in tre reparti, il più importante dei quali è quello di medicina interna. L'ospedale è stato più volte immischiato e danneggiato in scontri armati. Nel novembre 2023 è stato coinvolto durante il conflitto Gaza-Israele del 2023.

## 1967 - 2005:  Occupazione Israeliana - Ritiro Israeliano da Gaza
Quando Israele ha occupato Gaza nel 1967 durante la Guerra dei Sei Giorni, l’intera Amministrazione e lo Staff Egiziano sono stati presi prigionieri. Dal 1969, il dipartimento di Medicina Interna crebbe fino a contenere diversi sotto-dipartimenti.

### Architettura ed Espansione
L’ospedale ha subito una grande ristrutturazione ed espansione da parte dagli Israeliani. Il progetto è stato disegnato dagli architetti Israeliani Gershon Tzapor e Benjamin Edelson nel loro ufficio di Tel-Aviv, entrambi con molta esperienza nella costruzione di ospedali di alto livello. Il progetto è stato fatto negli anni ’80 del XXesimo secolo come parte di un progetto per migliorare le condizioni dei residenti di Gaza.
Questo progetto è venuto nel contesto dell’idea Israeliana di reciproca esistenza tra gli Ebrei e gli Arabi. Il progetto è stato destinato ad ospitare 900 letti nell’intero campus, un’area di 50 000 m² (50 dunam). Le aggiunte israeliane sono state considerate nello stesso standard di quelle dei reparti ospedalieri negli ospedali Israeliani per esempio il Tel HaShomer. L’architettura dell’ospedale rifletteva le tendenze Moderniste e Postmoderna nell’architettura israeliana. In particolare era la somiglianza a progetti ospedalieri Israeliani già esistenti quali la facciata dell’edificio del Bezalel a Gerusalemme. Similmente ad altri progetti Israeliani, l’edificio è stato costruito con affiliate scalinate diagonali, simili ai progetti di architetti Israeliani Dan Eitan, Shlomit Nadler e di altri al momento.

## 2005 - Presente: Controllo Palestinese
Nel 2005, Israele si ritira da Gaza e consegna il controllo dell'ospedale all'Autorità Palestinese.

### 2007: Conflitto Fatah-Hamas
Durante il conflitto Fatah-Hamas nel giugno 2007, si sono scontrati all’ospedale, riportando un morto da ambo due le parti. Alcuni feriti portati dentro l’ospedale sono stati uccisi una volta dentro dai miliziani di Hamas. Un dottore nell’ospedale ha riportato: ”Lo staff medico stanno soffrendo dalla paura e dal terrore, in particolare nei confronti dei combattenti di Hamas, che sono in qualsiasi angolo dell’ospedale." Hamas ha licenziato attorno ai 600 dottori affiliati a Fatah, minacciandoli di sparargli se fossero ritornati all’ospedale.
Due medici Norvegesi, Erik Fosse e Mads Gilbert, hanno fatto lavoro umanitario all’ospedale.